# Toba (Guaycuru)
Toba je pleme Indijanaca porodice Guaycuruan nastanjeno u području Chaca u Argentini, Boliviji i Paragvaju, jezično i etnički srodni Abipónima i Mocovíma. Zemlja Toba prostirala se u zoni donjeg Pilcomaya i Bermeja, ali do krja 19. stoljeća neke njihove bande lutaju južno od rijeke Bermejo u argentinskim provincijama Santiago del Estero i Santa Fe. Rijeka Rio Salado često se navodi kao njihova najjužnija granica. 

## Pojava misija
Mnogi Tobe pojavom misija koncentrirani su na misijama San Francisco Solano (Taccagalé) kod ušća rijeke Pilcomayo, i na misiji Laishi (Formosa). Tobe s teritorija Formose sebe su nazivali Ntocouit ili Nactocovit, ali su ih Južni Tobe nazivali Takshik.
Na srednjem toku Pilcomaya sjeverno od Est. Patiña koncentrirani su na misiji Sombrero Negro. Oni sebe smatraj urazličitima od Pilaga koji žive nizvodnije od Est. Patiña, a zabilježeni su pod imenom Tobas de Sombrero Negro, a plemensko im je ime Ñachilamólnec.
Potrebno je reći da je pojavom misija o 1932. dio Toba populacije izgubio svoj jezik i kulturu peuzevšši jezik i kulturu Chiriguana.

## Život i običaji
Fizički su skladno građeni i visoki. U prijašnje vrijeme hodali su gotovo goli (osim pred bijelim strancima), i uvijek bosi. Svoja lica i gornje dijelove tijela su tetovirali biljnim bojama. Živjeli su od lova, ribolova i sakupljanja divljih plodova iz Chaca. Slično susjednim plemenima posjedovali su velika stada konja i bili vješti jahači, a što je tipično Sjevernoj Americi, oni i Pilaga uzimali su i skalpove (Eva Lips) svojih neprijatelja. 
Toba-muškarci vješti su i u izradi kanua (James Mooney) i ribarskih zamki, dok su se žene specijalizirale u lončarstvu i pletenju mreža. Kuće Toba su jednostavne strukture, od vrbovih grana i prekrivene travom. Od oružja služe se lukom i strijelom, kopljem, drvenom kijačom, a od Španjolaca kasnije nabavljaju i vatreno oružje. Kod Toba je bio običaj (kaže Mooney) da kada majka umre, s njom pokopaju i bebu, a ovo se vjerojatno odnosi na smrt porodilje. Kod Guaycuru plemena bio je običaj ubijanja djece, sve do onoga za koje se odlučilo da će biti posljednje. To dijete iz poslkjednjeg ženinog poroda Guaycurui su odgajali po običajima atalik, odnosno išlo je na odgoj u druge kuće, a posječivalo ga se rijetko kada. 
Kod Chaco-plemena uobičajena je monogamija, ali ni poligamija nije rijetka. Žene žive u istom domaćinstvu samo ako je muškarac siguran da neće biti svađe među njima. Tobe imaju samo jednu ženu, vrhovnih poglavica nemaju, a government se sastoji od staraca. Poligamija je uobičajena primarno među poglavicama, tako je poznat po imenu i poglavica Aaikolik koji je imao 10 žena, od kojih je svaka živjela u drugom selu, i koje je on povremeno obilazio.
Godine 1882. Tobe su u Boliviji masakrirali istraživačku ekspediciju sastavljenu od petnaest muškaraca pod vodstvom francuskog geografa Julesa Crévauxa (1847. – 1882.). 
U vremenima rane kolonizacije u 18. stoljeću Toba, Abipón i Mocoví, bili su najozloglašeniji neprijatelji argentinskih i paragvajskih naseljenika, njihovih naselja i misija, a sudjelovali su i u napadu na Dobrizhofferovu misiju. Godine 1756. dijelovi Toba i Mataca okupili su se na misiji San Ignacio de Ledesma, na rijeci Rio Grande, pritoci Vermeja, gdje ih je u vrijeme izgona jezuita, 1776., bilo oko 600. Nešto kasnije franjevci su restaurirali neke misije u Chacu, ali svršetkom španjolske vladavine, Indijanci su se vratili u divljinu. 
Tobe su u suvremeno doba najbrojniji u Argentini, gdje ih je 1981. bilo 15.000 do 20.000 (SIL, 1981); godine 1991. u Paragvaju ih je bilo 700 (SIL, 1991), a u Boliviji 100.[nedostaje izvor]

## Plemena i plemenske skupine
Tobe su bili poznati i pod nekoliko lokalnih geografskih skupina, tako su oni u Argentini čije je ime bilo takshik, bili poznati kao Toba-guazú, ili Veliki Toba, a oni u paragvaju sjeverno od rijeke Pilcomayo, kao Toba-miri ili mali Toba.
Među Tobama 16. i 17. stoljeća po imenu su poznata plemena ili njihove skupine:
- Komekec
- Nogogaye
- Naticas
- Mogosma
- Chiroquina
- Tapicosique
- Dapicosique

U 19. i 20. stojeću dijele se na:
- Taroolec (Tobas Bolivianos)
- Tobas occidentales
- Ñachilamólnec (Tobas de Sombrero Negro)
- Tobas orientales, koji se dijeli na:
  - Takischec (Tak-sik, Takshik)
  - Laagañasik (Lagañasik)
  - Shiwlik (Siu-lek)
  - Tagñilek (Tagñi-lek)
  - Dapigenlek (Dapicosique, Dapigen-lek, Lapikosik)[3]
  - Olegegánal
  - Iolopí

## Vanjske poveznice
- Toba Indians